# مرغ باران فینیکس
مرغ باران فینیکس (نام علمی: Pterodroma alba) نام یک گونه از سرده مرغ باران خرمگسی است.